# Philippe Renaud
Philippe Renaud (n. 23 noiembrie 1962, Créteil, Région parisienne, Franța) este un canoist ce a reprezentat Franța, medaliat olimpic. A participat la 2 ediții ale Jocurilor Olimpice (1984, 1988) în care a câștigat o medalie de bronz.